# Мазуренко Юрій Петрович
Ю́рій Петро́вич Мазуренко (* 1 липня 1885 — 3 листопада 1937) — український діяч, юрист.

## Життєпис
Народився в слободі Криворіжжя (Криворядне) Області війська Донського (нині Ростовської області РФ). Брат В. Мазуренка та С. Мазуренка.
Закінчив приходське училище, Петербурзьку гімназію, Петербурзький університет (1914).
З 1904 — член РСДРП(м). 1905—1907 заарештований і засуджений до року ув'язнення. З 1915 у російській армії: «вольноопределяющийся», прапорщик, підпоручик, поручик. 1917 — уповноважений військового міністра при 5-й армії, командир загону в Петрограді; у грудні 1917 — січні 1918 — голова Військового комітету Південно-Західного та Румунського фронтів у Києві.
З травня 1918 — член УСДРП. 1918 у підпіллі, брав участь у протигетьманському повстанні. З 10 лютого 1919 комісар Комісаріату Головного управління в справах мистецтв і національної культури, перебуваючи на цій посаді був заарештований. На початку 1919 комісар у закордонних справах, голова дипмісії УНР у Москві. Один з лідерів фракції УСДРП-незалежних, що прийняла радплатформу.
У квітні — серпні 1919 — член Всеукраїнського революційного комітету УСДРП («незалежників»), очолював головний повстанський штаб; 26 червня 1919 підписав ультиматум українському радурядові; за наказом Головного отамана Армії УНР С. Петлюри заарештований у Кам'янці-Подільському; у листопаді 1919 від УСДРП («незалежників») виїхав до Москви для переговорів з ЦК РКП(б) про єдиний фронт. З січня 1920 член УКП та її ЦК. У лютому 1920 з більшовицьким Всеукраїнським революційним комітетом повернувся до Харкова.
З квітня 1921 начальник головного управління радянських колективних господарств Наркомату земельних справ УСРР. У грудні 1921 вийшов з УКП, з 1923 в КП(б)У. З квітня 1922 заступник завідувача відділу кодифікації та (з 1925) член колегії Народного комісаріату юстиції УСРР; у 1930—1931 голова Всеукраїнського товариства культурних зв'язків із закордоном; у 1932—1933 член президії Держплану УСРР; з вересня 1933 начальник Держстрахконтролю при Держплані, згодом при Наркоматі комунгоспу УСРР; з серпня 1934 начальник планово-фінансового сектора Наркомгоспу УСРР. З 1921 на викладацькій та науковій роботі: професор Харківського інституту народного господарства та голова Харківського наукового товариства при ВУАН.
5 грудня 1934 заарештований, 28 березня 1935 Військовою колегією Верховного суду СРСР засуджений у справі «контрреволюційної боротьбистської організації» до 10 років таборів. Покарання відбував у Соловецькому таборі. За постановою від 9 жовтня 1937 страчений в урочищі Сандармох поблизу Медвеж'єгорська (Карелія). Реабілітований посмертно.